# Slaget i Vyborgbugten (1944)
Slaget i Vyborgbugten i 1944 (finsk: Viipurinlahden taistelu) var et slag i den finsk-sovjetiske Fortsættelseskrig (1941-1944).
Slaget fandt sted da den sovjetiske 59. arme angreb fra øerne i Vyborg bugten fra den 4. juli 1944. Det sovjetiske angreb på det finske hovedland blev kastet tilbage i havet af den tyske 122. division fra det 5. Korps den 10. juli 1944.
Selv om de finske tropper kun kort tid inden havde opgivet den finske by Vyborg (Viipuri) næsten uden kamp, sluttede alle efterfølgende større slag i Fortsættelseskrigen som afgørende finske sejre.
60°35′N 28°30′Ø / 60.58°N 28.5°Ø